# گویش گرکویه‌ای
گویش گرکویه‌ای یا گرگویی، گویشی است از شاخهٔ زبان‌های ایران مرکزی، زبان های ایرانی غربی که در جرقویه و روستاهای اطراف آن، رایج است.  زبان‌های ایران مرکزی خود شاخه‌ای از زبان‌های ایرانی شمال باختری هستند.
گویش گرکویه‌ای  و گویش‌های  دهستان‌ها و روستاهای اطراف آن به ویژه گویش مردمان ورزنه، زواره، اردستان، برخوارو رودشت و اطراف سده هنوز واژه‌هایی را از اوستایی، سکایی، پهلوی و سغدی به یادگار دارند.

## ارتباط گویش گرکویه‌ای با دیگر زبان‌های ایران مرکزی
یکی از ویژگی‌های این گویش، ارتباط بسیاری از واژگان آن با زبان‌های باستانی ایران مانند زبان‌های مادی، اوستایی، پارسی باستان، پارسی میانه‌است. برای نمونه واژه‌های زیر، از واژه‌های کهن به یادگار مانده در این گویش هستند:
آذرخواران، آغنه(نام یک گیاه)، آروس (به معنی عروس از ریشه اوستایی اَرِزَ به چم‌سفید آراسته و زیبا)، بادگِرد، که (به معنی خانه و سرا همریشه با کتِه اوستایی کده پهلوی اشکانی)، هَپتا(به چم شماره ۷ است که در زبان سکایی نیز بدینگونه‌است، هَمارسته (به چم تکرار شده، از ریشه مصدر هَمارستِمُن)، پُرِه (پسر. پور و دگرگون شده واژه puhr در زبان پهلوی اشکانی)، دُشخوار (دشوار) 

.

## فعل‌های گویش گرکویه‌ای
کَرتِمُن (کردن؛ همریشه با kartan در پارسی باستان)، دارتِمُن (داشتن)، بَرتِمُن (بردن)، تونامُن (تابانیدن)، اسپارتِمُن (سپردن)، اُشمار کِرتِمُن (شمارش کردن)، مَرتِمُن(مردن همریشه با murtan در زبان پهلوی)نیشدِمُن (نشستن)، واچیندِمُن (واچیدن، پایان یافتن کاری یا برنامه‌ای و همریشه با vacitan در زبان پهلوی)، زُنامُن (دانستن)، رِژامُن (ریختن)، واپَرسامُن  (پرسیدن) وَرسَتِمُن (سنجش و کشیدن. در گویش سمنانی وَرسوتیون)، کِشامُن (کشیدن)، هَمَرتِمُن (شکستن گویش دلیجان هَمِردَن)، واتِمُن (گفتن. این واژه در گویش‌های کردی، ابیانه‌ای و دلیجانی  واتَن  آمده‌است)، شوندِمُن (رفتن)، وَروَسِمُن  (پریدن  در پارسی نوین به گونه  ورجستن یا برجِستن  آمده‌است).